# Толбайкаси
Толбайка́си (рос. Толбайкасы, чув. Тулпайкасси) — присілок у складі Цівільського району Чувашії, Росія. Входить до складу Малоянгорчинського сільського поселення.
Населення — 22 особи (2010; 32 у 2002).
Національний склад:
- чуваші — 94 %